# Optato
Flavio Optato (latino: Flavius Optatus; ... – 337) è stato un politico e filosofo romano.
Optato era insegnante del figlio di Licinio, Liciniano. In seguito alla vittoria di Costantino I su Licinio, Optato fece carriera sotto il nuovo imperatore, divenendo console per l'anno 334 oltre che il primo patricius nominato da Costantino.
Morì nel 337, assieme ad altri senatori e al potente prefetto del pretorio d'Oriente Ablabio, durante le famose purghe dei possibili candidati al trono avvenute nell'estate immediatamente successiva alla morte dell'anziano Costantino (22 maggio 337) per mano dell'esercito e avallate (se non proprio orchestrate) da suo figlio Costanzo II, assieme ai fratelli Costantino II e Costante.